# Burgstall Mörlbach
Der Burgstall Mörlbach ist eine abgegangene mittelalterliche Turmhügelburg (Motte) hinter Haus Nr. 11 am östlichen Ortsrand von Mörlbach, einem heutigen Gemeindeteil der Gemeinde Gallmersgarten im Landkreis Neustadt an der Aisch-Bad Windsheim in Bayern.
Von der ehemaligen Mottenanlage sind noch Reste des Turmhügels erhalten.